# آیلت زورر
آیلت زورر (عبری: איילת זורר‎؛ زادهٔ ۲۸ ژوئن ۱۹۶۹) بازیگر اسرائیلی است. او به خاطر شرکت در فیلم‌هایی چون قطعات فراری ،مونیخ، فرشتگان و شیاطین، نقطه برتری و تراژدی‌های نینا به شهرت رسید. زورر موفق به دریافت جایزه از جشنواره فیلم اورشلیم و همچنین آکادمی اسرائیل برای ایفای نقش در فیلم تراژدی‌های نینا شده‌است.
مادر زورر از بازماندگان هولوکاست است.
او در فیلم‌های برای ساشا، آدام زنده‌شد و آخرین روزها در بیابان بازی کرده‌است.